# Floryda (półwysep)

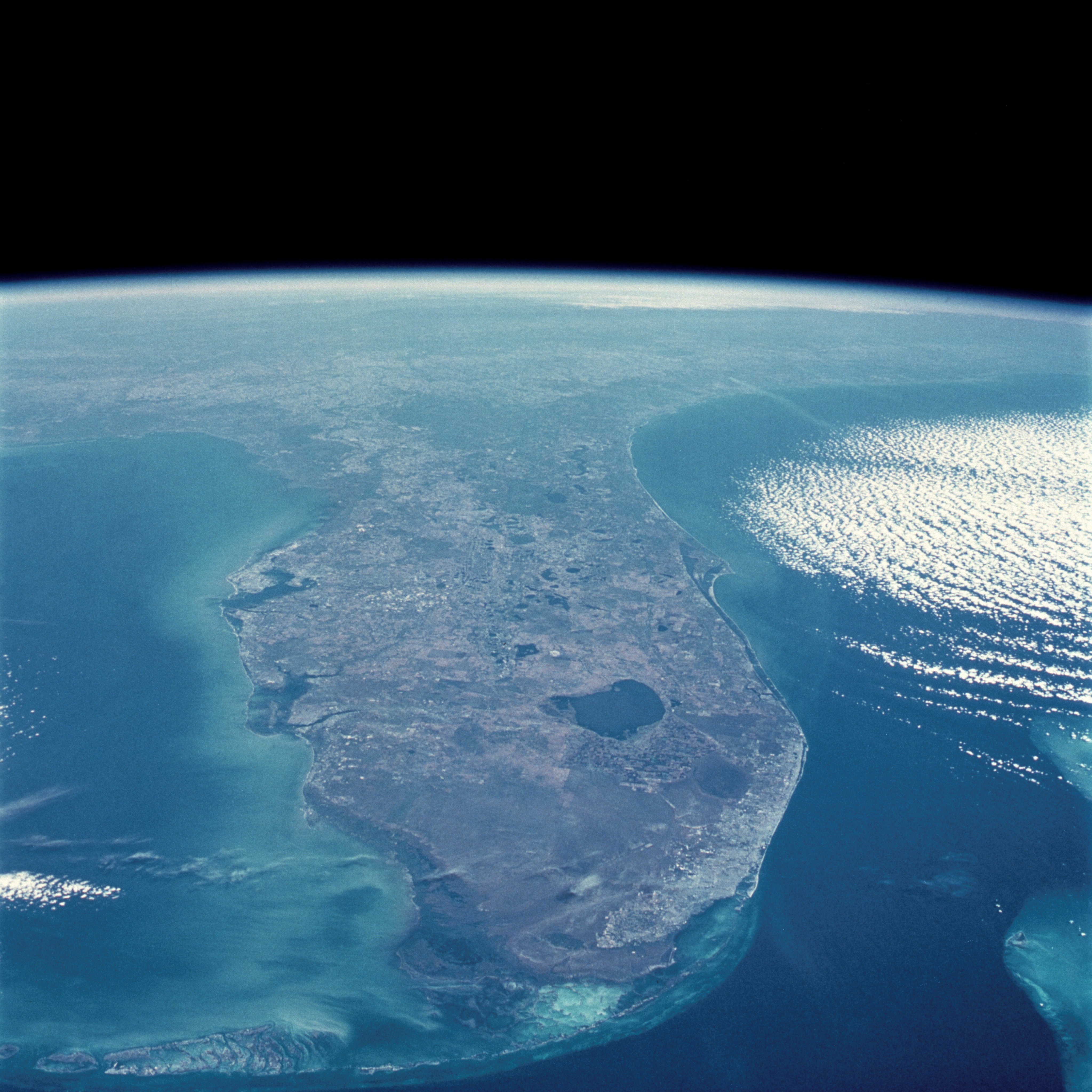
Półwysep Floryda

Floryda − stan w USA

Floryda – półwysep w południowo-wschodniej części Stanów Zjednoczonych, w całości w obrębie stanu Floryda, położony między Zatoką Meksykańską na zachodzie a Oceanem Atlantyckim na wschodzie. Główne miasto to Miami. Jest to ważny region turystyczny (m.in. Park Narodowy Everglades).
Półwysep zajmuje powierzchnię ok. 110 tys. km², (ok. 650 km długości i 150 km szerokości).
Jest to głównie teren nizinny o wysokości do 99 m n.p.m., częściowo zabagniony.
Znajdują się tu liczne jeziora, największe z nich to Okeechobee.
Floryda ma ciepły subtropikalny klimat, a tereny te obfitują w niszczące huragany.
Na Florydzie znajdują się rozległe tereny rolnicze z uprawą:
- kukurydzy
- ryżu
- tytoniu
- cytrusów
- bawełny
- ananasy
- banany

Ważniejsze miasta i miejscowości na Florydzie:
- Key West
- Miami
- Tampa
- Sarasota
- Fort Lauderdale
- Orlando
- Daytona Beach
- Jacksonville
- Cape Canaveral
- Naples
- Bradenton

Floryda jest ważnym ośrodkiem turystycznym i wypoczynkowym, ściągającym corocznie liczne rzesze turystów ze Stanów Zjednoczonych i z całego świata.